# 史提夫·夏柏
史提芬·阿倫·"史提夫"·夏柏（英語：Stephen Alan "Steve" Harper，1975年3月14日—）是一名英格蘭職業足球員。夏柏亦是一名持牌球證。

## 生平
夏柏早於1993年已由家鄉球會錫厄姆紅星（Seaham Red Star）加盟紐卡素。一直擔任施歷錫（Pavel Srníček）、希斯納（Shaka Hislop）及基雲的副車。期間亦曾獲外借短暫效力布拉德福德、盖茨黑德、斯托克港、哈特尔普尔联及哈德斯菲尔德。直到2009年1月基雲離隊加盟曼城，夏柏才穩坐紐卡素首席門將。
2011/12年球季由於荷蘭門將克鲁尔（Tim Krul）的崛起，加上於夏季由查爾頓購入（Robert Elliot）的競爭，夏柏沒有登場機會，於2011年10月24日獲借用到英冠的白禮頓，為期1個月，即晚首度披甲主場0-1負於韋斯咸。

## 榮譽
- 英格蘭足總盃亞軍：1999年；

## 外部連結
- 足球数据库：史提夫·夏柏的球员统计数据
- 紐卡素足球會 史提夫·夏柏檔案